# 91-й армійський корпус (Третій Рейх)
LXXXXI-й (91-й) армі́йський ко́рпус (нім. LXXXXI. Armeekorps) — армійський корпус Вермахту за часів Другої світової війни.

## Історія
LXXXXI-й армійський корпус сформовано 7 серпня 1944 на території окупованої Греції в районі Салонік.

## Райони бойових дій
- Балкани (Греція, Югославія) (серпень 1944 — квітень 1945);
- Угорщина, Австрія (квітень — травень 1945).

## Командування

### Командири
- генерал танкових військ Ульріх Кліман (нім. Werner von Erdmannsdorff) (18 вересня — 9 жовтня 1944);
- генерал-лейтенант, з 30 січня 1945 генерал від інфантерії Вернер фон Ердманнсдорфф (нім. Werner von Erdmannsdorff) (9 жовтня 1944 — 8 травня 1945).

## Бойовий склад 91-го армійського корпусу
Формування управління, забезпечення та підтримки
- 169-те артилерійське командування (Arko 169);
- 491-й корпусний батальйон зв'язку (Korps-Nachrichten-Abteilung 491);

- 963-тя фортечна бригада (Festungs-Brigade 963).

- 968-ма фортечна бригада (Festungs-Brigade 968).

- 968-ма фортечна бригада;
- 939-й фортечний піхотний полк (Festungs-Infanterie-Regiment 939).

- 41-ша фортечна дивізія (41. Festungs-Division);
- 22-га планерна дивізія (22. Infanterie-Division);
- 963-тя фортечна бригада;
- 966-та фортечна бригада (Festungs-Brigade 966);
- 967-ма фортечна бригада (Festungs-Brigade 967);
- 969-та фортечна бригада (Festungs-Brigade 969).

- 41-ша фортечна дивізія;
- 22-га планерна дивізія;
- 181-ша піхотна дивізія (181. Infanterie-Division);
- 297-ма піхотна дивізія (297. Infanterie-Division);
- 369-та хорватська піхотна дивізія (369. Infanterie-Division);
- 963-тя фортечна бригада;
- 964-та фортечна бригада (Festungs-Brigade 964);
- 966-та фортечна бригада;
- 1017-та фортечна бригада (Festungs-Brigade 1017).

- 104-та єгерська дивізія (104. Jäger-Division);
- 297-ма піхотна дивізія;
- 7-ма добровольча гірська дивізія СС «Принц Ойген» (7. SS-Freiwilligen-Gebirgs-Division "Prinz Eugen");
- 11-та авіапольова дивізія (11. Feld-Division (L);
- Дивізія особливого призначення «Фішер» (Division z.b.V. Fischer);
- 967-ма фортечна бригада.

- 104-та єгерська дивізія;
- 297-ма піхотна дивізія;
- 11-та авіапольова дивізія;
- Дивізія особливого призначення «Фішер»;
- 967-ма фортечна бригада.

- 1-ша козача дивізія (1. Kosaken-Kavallerie-Division);
- 11-та авіапольова дивізія;
- Дивізія особливого призначення «Фішер»;
- 967-ма фортечна бригада.

- 11-та авіапольова дивізія;
- 967-ма фортечна бригада.

- 104-та єгерська дивізія;
- 20-й єгерський полк (Jäger-Regiment 20).

- 104-та єгерська дивізія;
- 4-та хорватська дивізія (4. kroatische Division);
- 13-та хорватська дивізія (13. kroatische Division);